# 袁寨镇 (正阳县)
袁寨镇，原为袁寨乡，是中华人民共和国河南省驻马店市正阳县下辖的一个乡镇级行政单位。2018年1月撤乡改镇。

## 行政区划
袁寨镇下辖以下地区：
袁寨村、杨寨村、尚庄村、付庄村、闵庄村、汪冢村、单楼村、齐庄村、梨王村、周庄村、大郝村、李庄村、陈庄村、鲁店村和孙楼村。